# Alexander Behm
Alexander Behm (11 de novembre de 1880, a Sternberg (Mecklenburg) – † 22 Gener de 1952 a Kiel) va ser un físic alemany que va desenvolupar una sonda d'eco oceànica a Alemanya al mateix temps que Reginald Fessenden ho feia a Amèrica del Nord.

## Biografia
Behm fou fill del secretari de correus superior Ernst Anton Behm (1851–1925) i Paula, nascuda Prange (1855-1922),amb dos germans petits Rehna iParchim. De 1888 a 1896 va assistir al Friedrich-Franz-Gymnasium (Parchim). 1896 la família es va traslladar a Hadersleben (aleshores Imperi Alemany, actual Dinamarca). El seu professor de física Conrad Dunker va reconèixer el talent de Behm i el va animar. Va mostrar poc interès per les altres assignatures. Després del batxillerat, va començar una pràctica amb un armer. De 1902 a 1904, Behm va estudiar enginyeria elèctrica i física a la Universitat Tècnica de Karlsruhe. Des de 1903 fins a finals de 1904 va treballar com a segon ajudant d'Otto Lehmann.
Com a cap d'un laboratori d'investigació a Viena (Àustria) va dur a terme experiments sobre la propagació del so. Va intentar desenvolupar un sistema de detecció d'icebergs utilitzant ones sonores reflectides després del desastre del Titanic el 15 d'abril de 1912. Al final, les ones sonores reflectides van resultar no adequades per a la detecció d'icebergs sinó per mesurar la profunditat del mar, perquè el fons del mar els reflectia bé. Així, va néixer la sonda acústica.
Behm va rebre la patent alemanya núm. 282009 per a la invenció de l'eco-sonda (dispositiu per mesurar les profunditats del mar i les distàncies i el rumb de vaixells o obstacles mitjançant ones sonores reflectides) el 22 de juliol de 1913.
El 1920 va fundar la Behm Echo Sounding Company a Kiel per comercialitzar el seu invent. També va ser un pescador apasionat i un inventor d'articles de pesca, com Behm-Fliege i Behm-Blinker.
Alexander Behm es va casar el 14 de febrer de 1905 amb Johanna Glamann, filla d'un terratinent de Mecklenburg,. La parella s'havia conegut a Hadersleben a casa del doctor Magaard.

## Recerca

Propagació del so amb l'eco-sonda (esquema)

A Karlsruhe, el seu treball en el camp de l'acústica va ser notat per Otto Lehmann. Durant diversos anys com a assistent en un institut de física, va desenvolupar un mesurador d'intensitat de so (sonòmetre), que va ser la base per al desenvolupament de l'ecosonda. A finals de 1904, Behm va assumir la direcció d'un laboratori d'investigació tècnica que havia fundat per a una associació industrial a Mödling, a la Baixa Àustria. Aquí, a més de les investigacions termotècniques, va dur a terme aquestes investigacions sobre l'acústica de les habitacions i l'aïllament acústic
Després de l'enfonsament del Titanic el 15 El 19 d'abril de 1912, Behm va intentar desenvolupar un sistema de localització d'icebergs. Els icebergs s'havien de localitzar mitjançant ones sonores reflectides. La seva primera sol·licitud de patent per a un sonòmetre data d'aquest any. També el 1912 es va traslladar a Kiel, on va poder continuar treballant en el seu invent en companyia de Hermann Anschütz-Kaempfe.
Behm va rebre el 22 Juliol 1913 el Reichspatent n° 282009, que es referia a un mètode poc exitós per a mesurar la profunditat del mar sobre la base de la intensitat del so i de l'eco. No obstant això, l'avenç va arribar els anys següents amb els seus desenvolupaments de sonar basats en el temps d'eco i el seu mesurador de temps curt, amb el qual es podien mesurar les unitats de temps més petites d'una manera tècnicament senzilla i a bord. Va rebre patents per això el 1916 i el 1920. Per tal de comercialitzar aquest invent, va fundar la Behm-Echolot-Gesellschaft a Kiel el 1920. L'aplicació de l'eco-sonda a l'aviació es va demostrar en diverses proves de conducció de Zeppelin, p. a. amb el ZR 3 - provat amb èxit. La drassana Zeppelin va jutjar: „Es ist kein Zweifel, daß von allen Verfahren zur Höhenbestimmung die akustische diejenige ist, die allen Anforderungen entsprechen wird. “ Per a aquest mètode per determinar l'altitud a l'avió, Behm va rebre a Juny de 1921 la patent del Reich núm. 442974. Una altra de les seves 110 patents és l'anomenada Behmfly, un esquer artificial de pesca.

## Honors
- El 1928, Behm va rebre un doctorat honoris causa de la facultat de medicina de la Christian-Albrechts-University de Kiel.
- El 1930 la seva ciutat natal de Sternberg el va fer ciutadà honorari.
- El Behmbank de l'Antàrtida porta el seu nom.
- El 1965, Behmstraße de Flensburg va rebre el seu nom.[6]
- El 2008, l'escola primària i comunitària de Tarp va rebre el nom d' escola Alexander Behm .
- La Alexander-Behm-Straße a Bremen, districte de Horn-Lehe va rebre el seu nom.
- L' anell del Dr. Behm a Tarp també va rebre el seu nom.